# Victoria (Schiff, 1931)
Die Victoria (I) war ein 1931 in Dienst gestelltes Passagierschiff der italienischen Reederei Lloyd Triestino, das im Passagier- und Frachtverkehr zwischen Italien und Ägypten (und später Indien) eingesetzt wurde. Im Zweiten Weltkrieg diente die Victoria ab Juni 1940 als Truppentransporter des italienischen Kriegsministeriums, bis sie am 24. Januar 1942 in der Großen Syrte an der Nordküste Libyens durch einen britischen Luftangriff versenkt wurde. Dabei kamen 249 Menschen ums Leben.

## Das Schiff
Ende der 1920er Jahre benötigte der italienische Lloyd Triestino aus zwei Gründen ein neues, modernes Passagierschiff. Zum einen wollte man die beiden Schiffe Vienna (7.357 BRT) und Helouan (7.367 BRT) ersetzen, die 1911 bzw. 1912 vom damaligen Österreichischen Lloyd in Dienst gestellt und entsprechend veraltet waren. Zum anderen wollte man mit den Neubauten der Konkurrenz-Gesellschaft Società Italiana di Servizi Marittimi (SITMAR), der Esperia (11.398 BRT) von 1921 und der Ausonia (II) (12.955 BRT) von 1928, mithalten. Aus diesen Gründen bestellte der Lloyd Triestino beim Stabilimento Tecnico Triestino mit der Baunummer 782 ein 13.062 BRT großes Motorschiff, das nach Verwerfung der Namen Alexandrina und Cleopatra den Namen Victoria („Die Siegerin“) erhielt. Die ursprüngliche Idee eines identischen Schwesterschiffs wurde aus ökonomischen Gründen fallen gelassen.
Der Kiel der 164,59 Meter langen und 21,33 Meter breiten Victoria wurde am 3. Mai 1930 gelegt und der Stapellauf fand am 6. Dezember desselben Jahres statt. Taufpatin war Donna Carolina Ciano, Ehefrau des Marinekommandanten und Politikers Costanzo Ciano  (1876–1939). Am 30. April 1931 verließ das Schiff zum ersten Mal die Werft auf dem Weg zu den Trockendocks von Pula. Am 20. Juni 1931 fanden in der Adria die Probefahrten statt, bei denen das Schiff eine Höchstgeschwindigkeit von 23 Knoten erreichte (die vier Sulzer-Dieselmotoren der Fabbrica Macchine Sant’Andrea sollten eine durchschnittliche Reisegeschwindigkeit von 20 Knoten garantieren). Am darauffolgenden Tag wurde die Victoria formell ihren Eignern übergeben.
Die Victoria war eines der ersten Schiffe, die den Empfehlungen der 1929 in Kraft getretenen zweiten Fassung der International Convention for the Safety of Life at Sea (SOLAS) entsprechend entworfen war. Das sechs Decks hohe Schiff verfügte über einen zellularen Doppelboden, der sich über die gesamte Schiffslänge erstreckte. Der Rumpf war mittels Schotts in elf wasserdichte Abteilungen unterteilt.
Darüber hinaus war die Victoria sehr luxuriös ausgestattet. Die öffentlichen Salons auf dem Promenadendeck waren von Gustavo Pulitzer sowie der Firma Ducrot aus Palermo ausgestattet und mit Buntglasfenstern des Kunstmalers Pietro Chiesa versehen worden. Der Ballsaal der Victoria war einer der ersten an Bord eines Schiffes, der mit einer Klimaanlage ausgestattet war. Daneben gab es Luxussuiten, Bars und diverse Lounges und Veranden. Das Schiff hatte vier Preisklassen: I. Klasse (239 Fahrgäste), II. Klasse (245 Fahrgäste), III. Klasse (100 Fahrgäste) und IV. Klasse (82 Fahrgäste).

## Dienstzeit
Am 27. Juni 1931 legte die Victoria unter regem Medieninteresse und in Anwesenheit einer großen Zuschauermenge unter dem Kommando von Kapitän Giulio Mauri  in Triest zu ihrer Jungfernfahrt nach Alexandria (Ägypten) ab. In Venedig und Brindisi wurden Zwischenstopps eingelegt. Auf dieser Route blieb die Victoria, bis im Januar 1932 im Rahmen der Umstrukturierung der italienischen Schifffahrtsgesellschaften die Reederei SITMAR aufgelöst und ihre Flotte dem Lloyd Triestino zugeführt wurde. Fortan verkehrten die Esperia und die Ausonia auf der Route Triest–Alexandria, während die Victoria die Expressroute von Genua nach Bombay via Neapel, Port Said und Aden bediente.
1935 wurde das Schiff in Genua erstmals überholt. Die Erste Klasse erhielt einen Outdoor-Swimmingpool und die Vermessung erhöhte sich auf 13.098 BRT. Ab Oktober 1935 wurde Alexandria als Zwischenstopp in die Route eingebunden, da die Ausonia, die den Hafen bis dahin angelaufen hatte, kurz zuvor durch einen Brand an Bord zerstört worden war. Zwischen Januar und April 1936 ersetzte die Victoria die Conte Rosso (18.017 BRT) des Lloyd Sabaudo auf deren Route nach Singapur, Hongkong und Shanghai, während die Conte Rosso vorübergehend als Truppentransporter im Italienisch-Äthiopischen Krieg verwendet wurde. Ab Juni 1936 wurden Shanghai und Massaua in ihre Route integriert.
Am 29. Dezember 1936 lief die Victoria in Genua zu einer einmaligen Sonderreise nach Manila im Rahmen des International Eucharistic Congress aus. Sie erreichte Manila am 23. Januar 1937. Am 20. November 1939 lief sie am Ende ihrer letzten zivilen Fahrt in Friedenszeit in Genua ein.

## Kriegseinsatz und Versenkung
Am 1. Juni 1940 startete die Victoria zu ihrer ersten Truppenfahrt im Zweiten Weltkrieg. Am 25. Juni 1940 lief sie zusammen mit der Esperia mit 437 Truppen und 2775 Tonnen Fracht an Bord das erste Mal in einem Konvoi nach Libyen aus. Am 22. Januar 1941 führte sie die erste von insgesamt acht Truppenfahrten nach Tripolis durch. Ab dem 26. August 1941 wurden in Tarent Umbauten durchgeführt, um die Truppenkapazität des Schiffs zu erhöhen.
Nach Beendigung dieser Arbeiten legte die Victoria am 22. Januar 1942 in Neapel als Teil des Konvois T48 zu einer weiteren Truppenfahrt nach Tripolis ab. Am darauffolgenden Nachmittag kam es zu einem Luftangriff eines britischen Bombers, der das Schiff zunächst nicht schwerwiegend beeinträchtigte. Am Nachmittag des 24. Januars gegen 17.25 Uhr wurde die Victoria jedoch in der Großen Syrte, einer weitläufigen Bucht an der Nordküste Libyens, von einem britischen Lufttorpedo getroffen, der das Schiff manövrierunfähig machte. Während der Evakuierung wurde das Schiff gegen 19 Uhr ein zweites Mal getroffen und ging daraufhin unter. 249 Soldaten und Besatzungsmitglieder kamen ums Leben.